# 2486 Метсахові
2486 Метсахові (2486 Metsähovi) — астероїд головного поясу, відкритий 22 березня 1939 року.
Тіссеранів параметр щодо Юпітера — 3,596.
Назва від фінської радіообсерваторії Метсахові (Metsähovi Radio Observatory)